# 复读机

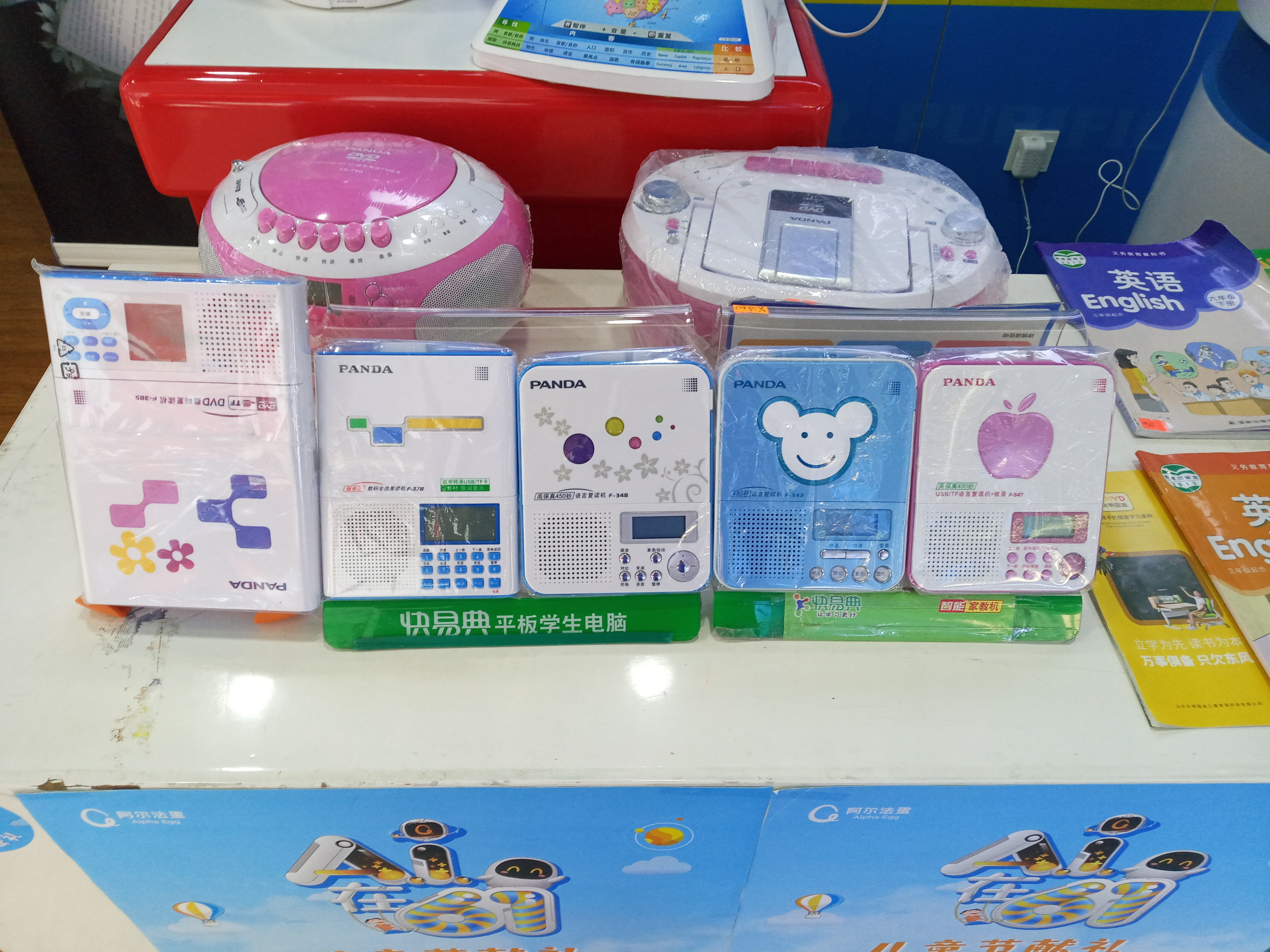
中国某大型书店内的复读机专柜，陈列着数台复读机。

复读机，是一种可以把磁带、CD等介质中的声音存储在内置芯片中，并重复播放的机器，常用于外语听说方面的学习。

## 简介
复读机由中国机电专家钟道隆少将在南京担任解放军通信工程学院（今解放军陆军工程大学）副院长期间发明。钟道隆有感于录音机在学习英语方面的不足，故发明了这种机器并申请了专利（1991年7月29日申请专利，专利名称是“电脑语言学习机”），并将该专利无偿授权大众使用。
起初，复读机被他称为“电子式语言学习机”。复读机是在便携式磁带收录机的基础上，增加了微处理芯片、数字存储芯片后形成的多功能语言信号存取设备。复读机所有状态的转换均是在电脑微处理芯片的控制下来完成的。它是在磁带放音的同时将模拟信号转换为数字信号，储存在数字存储芯片中；复读状态时再将数字存储器中的信号转换为模拟信号，通过功率放大后由扬声器还原出声音。由于复读过程无需倒带，可有效避免磁头磨损。另外，复读机还具有跟读对比功能，即将磁带录音与使用者的录音反复播放，以纠正使用者的发音。
2001年，中华人民共和国信息产业部发布了中华人民共和国行业标准SJ/T 11238-2001《语言复读机通用规范》，规范了复读机的性能参数、安全性、电磁兼容性、环境适应性、可靠性等。

## 市场
复读机市场的发展伴随着中国大陆外语教育的热潮。复读机的成品于1980年代末期首次出现在市场，而在1998年步步高電子进入该市场前，市场上仅有几家著名品牌，年销量仅200余万台。1999年开始，复读机销量增长到约500万台，2002年预计达到1200—1500万台。复读机市场中的企业也分为两种：以智能达为代表的企业专业生产复读机，以步步高电子为代表的企业兼营复读机，以分散经营风险。
2014年，有青岛媒体报道称，青岛市内有部分小学所购买的教材中依然附带的是外语磁带而非更新的CD光盘，导致部分家长不得不给子女购置磁带复读机。2017年，有记者在重庆市内进行了统计，在重庆市将外语教材中的磁带逐渐替换成光盘后，新华书店的解放碑分店依然能每月售出上百台复读机。

## 网络迷因

网络迷因，“人类的本质就是复读机”。

“复读机”一词在中国大陆网络上是一个意象，类似百度贴吧上的“站队形”，指网络上人们不加思考而人云亦云的现象。自2017年以来，更出现了“人类的本质就是复读机”这种网络迷因，指代即时通讯群组或论坛上大量重复特定语句的现象，犹如复读机无限重播相同的一句话一般。